# SN 1997ee
SN 1997ee – supernowa typu Ia odkryta 23 listopada 1997 roku w galaktyce A030724-0310. W momencie odkrycia miała maksymalną jasność 20,50m.